# 5640 Yoshino
5640 Yoshino (1989 UR3) là một tiểu hành tinh vành đai chính được phát hiện ngày 21 tháng 10 năm 1989 bởi M. Mukai và M. Takeishi ở Kagoshima.